# Hesperis microcalyx
Hesperis microcalyx är en korsblommig växtart som beskrevs av Eugène Pierre Nicolas Fournier. Hesperis microcalyx ingår i släktet hesperisar, och familjen korsblommiga växter. Inga underarter finns listade i Catalogue of Life.